# Muzaffer Ozak
Muzaffer Ozak (1916 - 13 de febrero de 1985) fue uno de los jeques dirigentes de la Halveti, orden Yerrahi de derviches, una tradicional orden sufí musulmana (Tariqa) de Estambul (Turquía). En los países occidentales es bien conocido por sus visitas a Europa y los Estados Unidos de América, donde celebró dhikrs públicos (recuerdo de Dios, en turco "zikrullah") con sus derviches. También es bien conocido en Turquía por su "ilahis", himnos religiosos sufíes. La Orden sufí Nur Ashki Jerrahi en Nueva York lleva su nombre. 

## Obra
- Irsad
- Irshad - La sabiduría de un maestro sufí
- - El descubrimiento del amor
- La revelación del Amor
- Luces de los Corazones
- Santísima Virgen María
- Jardín de los Derviches
- El amor es el Vino (editado por Robert Frager)

## Grabaciones
- - LPHalveti-Jerrahi-Dhikr
  - Journey To The Lord Of Power

CDChant des Derviches de Turquie
- - La Ceremonia del Zikr
  - (5. Festival des Arts traditionnels 1978, Rennes, Francia)

CDJardín del Paraíso
- - Ceremonia Sufi de la Memoria
  - (Grabado 5 de abril de 1983 en Estambul, Turquía)

CDReunión
- - Música Ceremonial de los sufíes
  - (Grabado 16 de abril de 1984 en Nueva York, EE. UU.)